# Assemblée générale de Pennsylvanie
Pour les articles homonymes, voir Assemblée générale (homonymie).
Capitole de l'État de Pennsylvanie, Harrisburg
L'Assemblée générale de Pennsylvanie (Pennsylvania General Assembly) est la branche législative du gouvernement de l'État américain de Pennsylvanie. Le gouverneur de Pennsylvanie dirigeant la branche exécutive, et la Cour suprême de Pennsylvanie la branche judiciaire.
De 1682 à 1776, cette législature fut connue sous le nom d'Assemblée provinciale de Pennsylvanie (Pennsylvania Provincial Assembly). Suivant la Constitution de Pennsylvanie écrite par les révolutionnaires américains en 1776, cette législature devint l'Assemblée générale de Pennsylvanie.  
D'abord monocamérale, l'Assemblée générale est devenue bicamérale en 1790. Actuellement cette législature est composée d'une chambre basse, la Chambre des Représentants de Pennsylvanie, et d'une chambre haute, le Sénat de Pennsylvanie. Ces chambres siègent à Harrisburg, dans le Capitole de l'État de Pennsylvanie.

## Composition
L'Assemblée générale de Pennsylvanie est composée de 253 membres au total, ce qui fait de cette assemblée la deuxième plus importante législature d'État des États-Unis (derrière celle du New Hampshire). Le Sénat de Pennsylvanie est composé de 50 sénateurs, majoritairement républicains (30-20), tandis que la Chambre des représentants est constituée de 203 membres, majoritairement démocrates (104-99)

## Élection
Les élections générales de Pennsylvanie se tiennent le premier mardi suivant le premier lundi du mois de novembre de chaque année paire. Les dernières élections ont ainsi eu lieu le mardi 4 novembre 2008. La vacance d'un siège entraîne automatiquement la tenue d'une élection partielle. La personne présidant la chambre concernée choisit la date de cette élection.
Les représentants doivent au minimum être âgés de 21 ans, tandis que les sénateurs  doivent avoir plus de 25 ans. Ils doivent également être résidents et citoyens de l'État de Pennsylvanie depuis au moins 4 ans, vivant dans le district où ils se présentent depuis plus d'un an. Les personnes ayant été reconnues coupables de parjure, de corruption ou de détournement de fonds sont déclarés inéligibles. La Constitution de Pennsylvanie ajoute également à cette liste de délits une catégorie "autres crimes infâmes" (other infamous crimes) qui peut être différemment interprétée par les tribunaux de l'État. Une personne ayant été précédemment exclue de l'Assemblée générale ne peut plus y être élue.
Les districts législatifs sont modifiés tous les 10 ans en suivant les résultats du recensement américain. Ce découpage électoral est réalisé par une commission composée de 5 membres. Quatre de ces 5 membres sont les chefs des partis majoritaire et minoritaire des deux chambres (ou leur délégué). Le cinquième membre, président de la commission, est choisi par les 4 autres membres, et peut ne pas être un élu. Si les 4 membres ne parviennent pas à un accord sur le choix du président de la commission, ce dernier est choisi par la Cour Suprême de l'État.
Les législateurs ne peuvent pas avoir d'autres fonctions civiles pendant toute la durée de leur mandat, et ce même s'ils démissionnent. En effet la Constitution prévoit que même en cas de démission, un législateur ne peut pas exercer d'autre fonctions civiles jusqu'au terme du mandat pour lequel il avait été initialement élu.

## Sessions législatives
L'Assemblée générale se rassemble à midi le premier mardi du mois de janvier, puis régulièrement tout au long de l'année. Les deux chambres ajournent leur session le 30 novembre de chaque année paire lorsque le mandat des représentants et celui de la moitié des sénateurs expirent. Aucune chambre ne peut ajourner sa session pour plus de trois jours sans le consentement de l'autre chambre.
Le gouverneur de Pennsylvanie peut convoquer une session spéciale afin de légiférer sur des sujets importants et/ou urgents. Récemment, une session spéciale a été convoquée pour réformer l'impôt foncier.
L'Assemblée se réunit dans le capitole de l'État de Pennsylvanie, bâtiment achevé en 1906. La Constitution de Pennsylvanie stipule que l'Assemblée doit se réunir dans la ville d'Harrisburg et ne peut déménager qu'avec l'accord des deux chambres.

## Source
- (en) Cet article est partiellement ou en totalité issu de l’article de Wikipédia en anglais intitulé « Pennsylvania General Assembly » (voir la liste des auteurs).